# 葛明裕
葛明裕（1913年—），男，江苏南京人，中国木材学家，曾任东北林业大学教授、博士生导师，中国林学会理事，第三届全国人大代表。